# Canton (Texas)
Canton ist die Bezirkshauptstadt und Sitz der Countyverwaltung (County Seat) des Van Zandt Countys im US-Bundesstaat Texas in den Vereinigten Staaten. Das U.S. Census Bureau hat bei der Volkszählung 2020 eine Einwohnerzahl von 4.229 ermittelt.

## Geographie
Die Stadt liegt im Zentrum des Countys im Nordosten von Texas, etwa 70 km östlich von Dallas, an den Texas State Routes 19 und 64, und hat eine Gesamtfläche von 13,4 km², davon 1,1 km² Wasserfläche.

## Geschichte
Canton war 1850 der erste Ort in dieser Gegend, der gegründet wurde. Benannt wurde er nach Old Canton im Smith County, dem Herkunftsort der ersten Siedler. Im gleichen Jahr wurde auch das erste Gerichtsgebäude erbaut und ein Postbüro, das vierte im County, eröffnet.
1853 öffnete die erste Schule, die Canton Academy, ihre Pforten und 1860 erschien die erste wöchentliche Zeitung, die Canton Weekly Times. 1880 wurde James S. Hogg, der viele Jahre Bezirksstaatsanwalt war, zum Gouverneur von Texas.
Überregional bekannt wurde die Stadt, als Anfang der 30er Jahre bekannt wurde, dass das Gangsterpaar Bonnie Parker und Clyde Barrow längere Zeit in dem 1915 erbauten Dixie Hotel gelebt hatten.

## Demographische Daten
Nach der Volkszählung im Jahr 2000 lebten hier 3292 Menschen in 1296 Haushalten und 848 Familien. Die Bevölkerungsdichte betrug 244,9 Einwohner pro km2. Ethnisch betrachtet setzte sich die Bevölkerung zusammen aus 94,14 % weißer Bevölkerung, 2,73 % Afroamerikanern, 0,52 % amerikanischen Ureinwohnern, 0,33 % Asiaten, 0,09 % Bewohnern aus dem pazifischen Inselraum und 1,09 % aus anderen ethnischen Gruppen. Etwa 1,09 % waren gemischter Abstammung und 3,49 % der Bevölkerung waren spanischer oder lateinamerikanischer Abstammung.
Von den 1296 Haushalten hatten 27,0 % Kinder unter 18 Jahre, die im Haushalt lebten. 51,5 % davon waren verheiratete, zusammenlebende Paare. 10,9 % waren allein erziehende Mütter und 34,5 % waren keine Familien. 31,4 % aller Haushalte waren Singlehaushalte und in 19,2 % lebten Menschen, die 65 Jahre oder älter waren. Die Durchschnittshaushaltsgröße betrug 2,30 und die durchschnittliche Größe einer Familie belief sich auf 2,87 Personen.
21,4 % der Bevölkerung waren unter 18 Jahre alt, 7,7 % von 18 bis 24, 24,2 % von 25 bis 44, 20,7 % von 45 bis 64, und 25,9 % die 65 Jahre oder älter waren. Das Durchschnittsalter war 42 Jahre. Auf 100 weibliche Personen aller Altersgruppen kamen 86,9 männliche Personen. Auf 100 Frauen im Alter von 18 Jahren und darüber kamen 83,5 Männer.

Das jährliche Durchschnittseinkommen eines Haushalts betrug 32.098 USD, das Durchschnittseinkommen einer Familie 42.500 USD. Männer hatten ein Durchschnittseinkommen von 32.117 USD gegenüber den Frauen mit 20.598 USD. Das Prokopfeinkommen betrug 17.351 USD. 11,3 % der Bevölkerung und 7,9 % der Familien lebten unterhalb der Armutsgrenze. Davon waren 10,6 % Kinder und Jugendliche unter 18 Jahren und 10,9 % waren 65 oder älter.